# Domaine d'Akashi

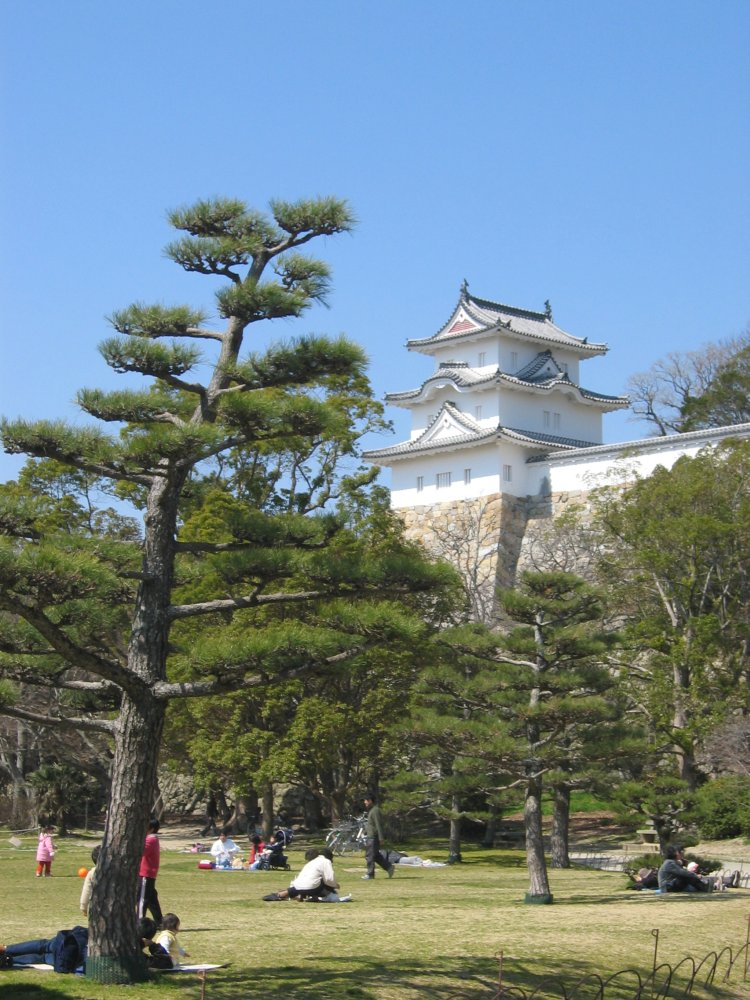
Château d'Akashi.

Le domaine d'Akashi (明石藩, Akashi-han) est un domaine féodal japonais de l'époque d'Edo. Il couvre le district d'Akashi (à présent la ville d'Akashi et ses environs dans la province de Harima. Les fudai daimyo et shimpan sont assignés, et souvent réassignés, au domaine d'Akashi. Le centre administratif du domaine se trouve au château d'Akashi.
Le domaine est créé en 1617 quand Ikeda Mitsumasa est transféré du domaine de Himeji au domaine de Tottori. Himeji est scindé et une partie devient le domaine d'Akashi. 

## Liste des daimyos
Dix-sept daimyos dirigèrent le domaine d'Akashi :
1. Ogasawara Tadazane
2. Matsudaira Yasunao (Toda)
3. Matsudaira Mitsushige (Toda)
4. Ōkubo Tadamoto
5. Matsudaira Tadakuni (Fujii)
6. Matsudaira Nobuyuki (Fujii)
7. Honda Masatoshi
8. Matsudaira Naoakira (Echizen)
9. Matsudaira Naotsune (Echizen)
10. Matsudaira Naosumi (Echizen)
11. Matsudaira Naohiro (Echizen)
12. Matsudaira Naoyuki (Echizen)
13. Matsudaira Naochika (Echizen)
14. Matsudaira Naritsugu (Echizen)
15. Matsudaira Narikoto (Echizen)
16. Matsudaira Yoshinori (Echizen)
17. Matsudaira Naomune (Echizen)